# Шрекен
Шрекен (нім. Schröcken) — містечко та громада округу Брегенц в землі Форарльберг, Австрія. Шрекен лежить на висоті 1269 м над рівнем моря і займає площу  23,43 км². Громада налічує 228 мешканців. 
Густота населення 10/км².  
Громада лежить в районі, який носить назву Брегенцький ліс. Неподалік розкинулося Боденське озеро. Через містечко протікає річка Брезенцер Ах. Населення Форальбергу розмовляє алеманським діалектом німецької мови, а тому ближче до швейцарців, ніж до населення більшої частини Австрії, яке розмовляє баварсько-австрійським діалектом. Основною індустрією Форальбергу є спортивний туризм, і кожен населений пункт має розвинуту інфраструктуру: транспорт, готелі тощо. 
|                                 |
| Шрекен на мапі округу та землі. |

Адреса управління громади: Heimboden 2, 6888 Schröcken. 

## Демографія
Історична динаміка населення міста за даними сайту Statistik Austria